# Markus Oehlen
Markus Oehlen (Krefeld, Renania del Norte-Westfalia, 1956) es un artista alemán. Apareció en la escena del arte contemporáneo a principios de los años ochenta en el seno de una generación de artistas denominada Neue Wilde, junto a Martin Kippenberger, Georg Herold o Werner Büttner, que se muestra particularmente crítica respecto a la ideología dominante en su época.

## Biografía
Criado en un ambiente artístico, es hermano del también pintor Albert Oehlen. Influido por Sigmar Polke, se unió al grupo Neue Wilde como una manera de romper con la pulcritud del minimalismo y del arte conceptual.

## Colecciones
- Alemania
  - Museum Frieder Burda, Baden-Baden
  - ZKM | Museum für Neue Kunst & Medienmuseum, Karlsruhe
  - Städtisches Museum Abteiberg, Mönchengladbach
  - Kunstraum Grässlin, St. Georgen
  - Kunsthalle Weishaupt, Ulm
  - Villa Haiss, Museum für Zeitgenössische Kunst, Zell a.H.
- Austria
  - Sammlung Essl - Kunsthaus, Klosterneuburg
- Estados Unidos
  - Saint Louis Art Museum, Saint Louis, MO
- - Proje4L/Elgiz Museum of Contemporary Art